# Acacia depauperata
Acacia depauperata é uma espécie de leguminosa do gênero Acacia, pertencente à família Fabaceae.